# خوسيه ماركيز (لاعب كرة قدم)
خوسيه ماركيز (بالإسبانية: Josué Márquez)‏ (مواليد 19 فبراير 2001) هو لاعب كرة قدم مكسيكي، يلعب كخط وسط لنادي تيباتيتلان معارًا من نادي أطلس.